# Linienwall
Der Linienwall war eine leichte Befestigungsanlage zwischen den Vorstädten und Vororten Wiens.

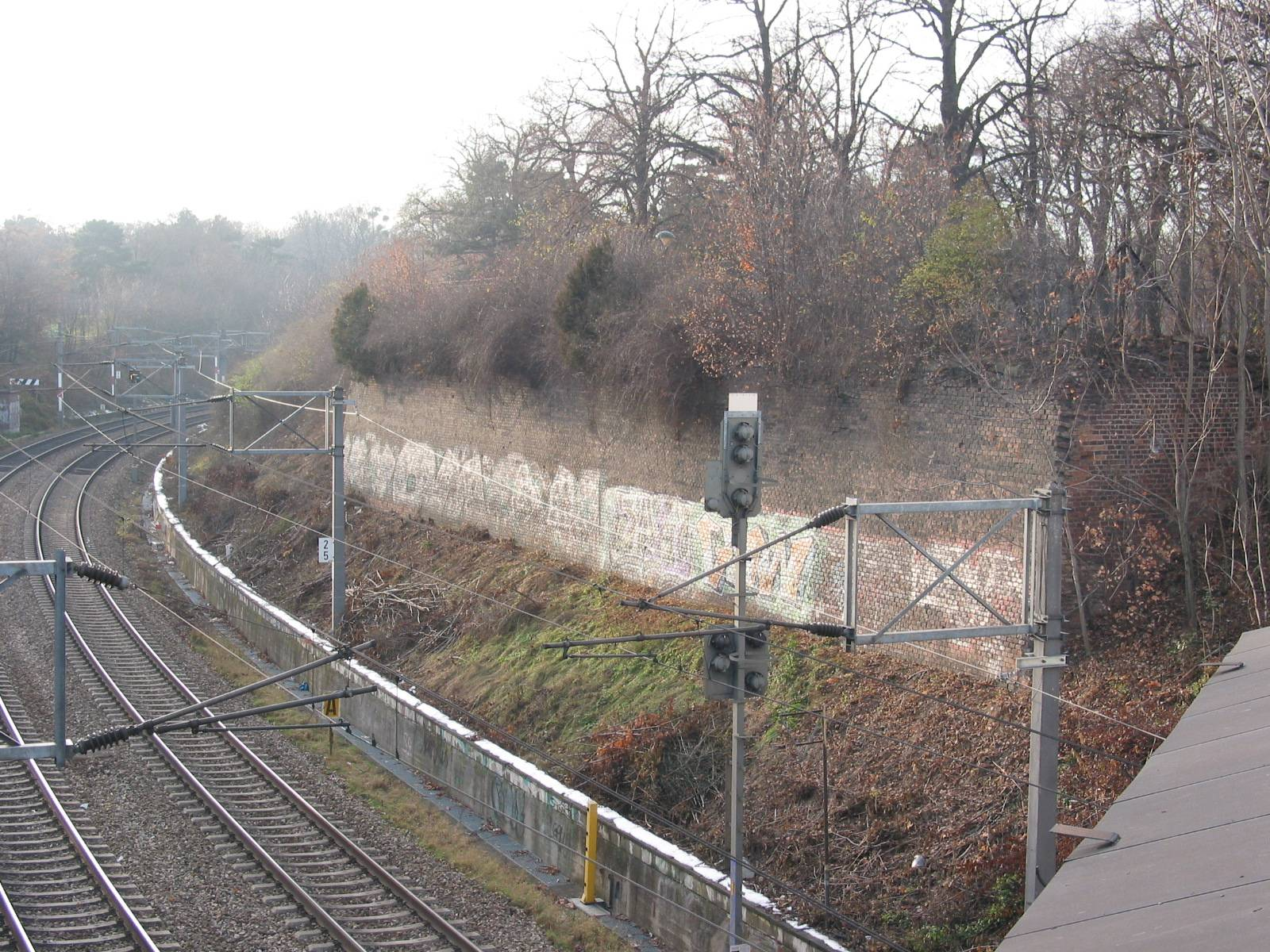
Einer der letzten übriggebliebenen Reste des Linienwalls an der Wiener Schnellbahn beim Landstraßer Gürtel

## Errichtung des Linienwalls
Zum Schutz gegen die Angriffe der Türken und Kuruzen wurde unter Leopold I. 1704 mit dem Bau des Linienwalls begonnen. Der Linienwall war Teil der sogenannten Kuruzzenschanzen. Diese sollte die Grenze zu Ungarn mit einer zusammenhängenden Defensionslinie entlang der Leitha, der March zur Donau und weiter bis zum Neusiedler See schützen. Der Plan für die Umwallung stammte vom kaiserlichen Hofmathematiker Marinoni.
Am 11. Juni 1704 konnte am Linienwall ein Angriff der Kuruzzen auf Wien abgewehrt werden, daran waren 2600 Einwohner Wiens und 150 Studenten beteiligt.

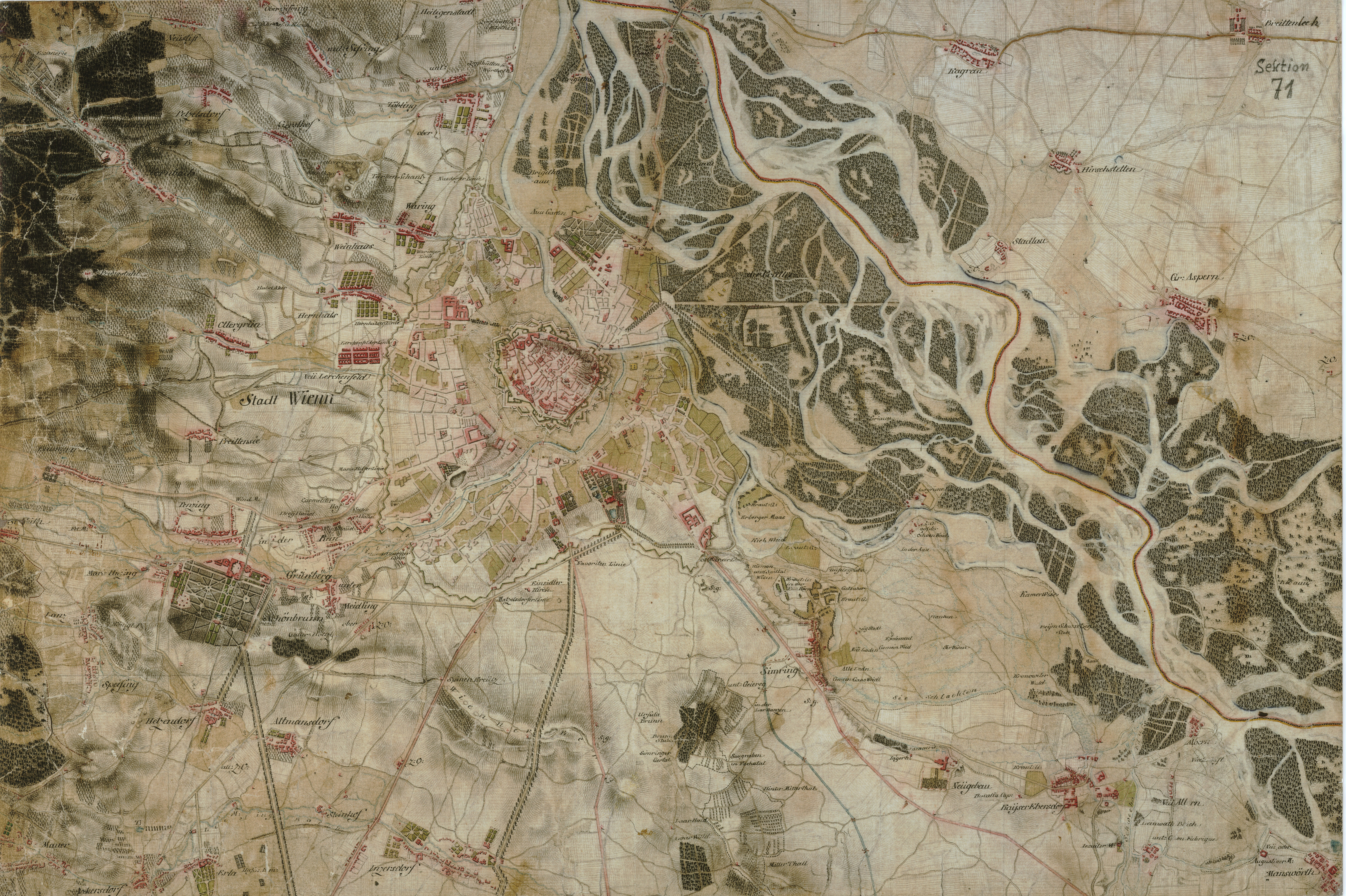
Der Verlauf des Linienwalles um das Jahr 1790 (Josephinische Landesaufnahme)

Beim Linienwall handelte es sich um einen mit Palisaden verstärkten Erdwall mit einem vorgelagerten Graben, der zwischen dem Donauarm bei Sankt Marx (heute 3. Bezirk) und dem Lichtental (heute 9. Bezirk) verlief, – aus militärischen Gründen im Zickzack. Er trennte dabei die 1850 eingemeindeten Vorstädte (heute 3. bis 9. Bezirk) von den großteils erst 1892 eingemeindeten Vororten (heute 10. bis 19. Bezirk).
Zu den Arbeiten am Linienwall wurden alle Bewohner Wiens und der Vorstädte zwischen 18 und 60 Jahren eingeteilt oder mussten einen Vertreter stellen. Der enorme Einsatz an Menschen machte die Fertigstellung des vier Meter hohen und vier Meter breiten Walls innerhalb von nur vier Monaten möglich. Davor wurde ein drei Meter tiefer Graben angelegt. Insgesamt hatte der Linienwall eine Länge von ca. 13,5 km. An den wichtigsten Ausfallstraßen wurden 9 Tore mit Zugbrücken und dazu 9 Linienämter angelegt; diese Örtlichkeiten wurden im Volksmund „Linie“ genannt (z. B. Belvedere-Linie in Verlängerung der damaligen Heugasse, der heutigen Prinz-Eugen-Straße neben dem Schloss Belvedere). 1738 wurde der Erdwall zusätzlich mit Ziegeln ausgemauert. Die ursprünglichen 9 Tore waren folgendermaßen bezeichnet:
- Nußdorfer Linie
- Währinger Linie
- Hernalser Linie
- Lerchenfelder Linie
- Mariahilfer Linie
- Hundsturmer Linie
- Matzleinsdorfer Linie
- Favoritner Linie
- St. Marxer Linie

Bis 1790 kamen dann 3 weitere Durchlässe hinzu:
- Erdberger Linie
- Belvederelinie
- Gumpendorfer Linie (auch als Neue Linie bezeichnet)

## Linienkapellen
Zwischen 1740 und 1760 errichtete man 18 Kapellen an den Toren, die alle dem heiligen Nepomuk geweiht waren. Dies führte auch dazu, dass es in Wien heute zahlreiche Statuen des Heiligen gibt. Der Volksmund nannte die Kapellen schlicht „Hansl am Weg“. Die Kapellen sollten allen von und nach Wien Reisenden sowie den Mautbeamten an der Steuergrenze (1850–1891 Stadtgrenze) die Gelegenheit bieten, an einer Andacht oder einer Messe teilzunehmen. Als einzige Linienkapelle ist die Hundsturmer Kapelle (auch Schönbrunner Kapelle) in Margareten an ihrem ursprünglichen Standort (heute: Schönbrunner Straße 124) und im Originalzustand erhalten geblieben.
Die Johannes-Nepomuk-Kapelle am Tabor wurde 1879 abgerissen und einige Meter weiter nördlich wiederaufgebaut.
Nahe der Volksoper wurde im Zuge des Baus der dort 1898 eröffneten Wiener Stadtbahn von Otto Wagner eine Johannes-Nepomuk-Kapelle abgerissen und einige Meter entfernt wiederaufgebaut. Diese Kapelle befindet sich zwischen dem ehemaligen Stadtbahn- und heutigen U6-Viadukt und der inneren Fahrbahn des Währinger Gürtels im 9. Bezirk.

## Linienwall als Steuergrenze, Linienämter

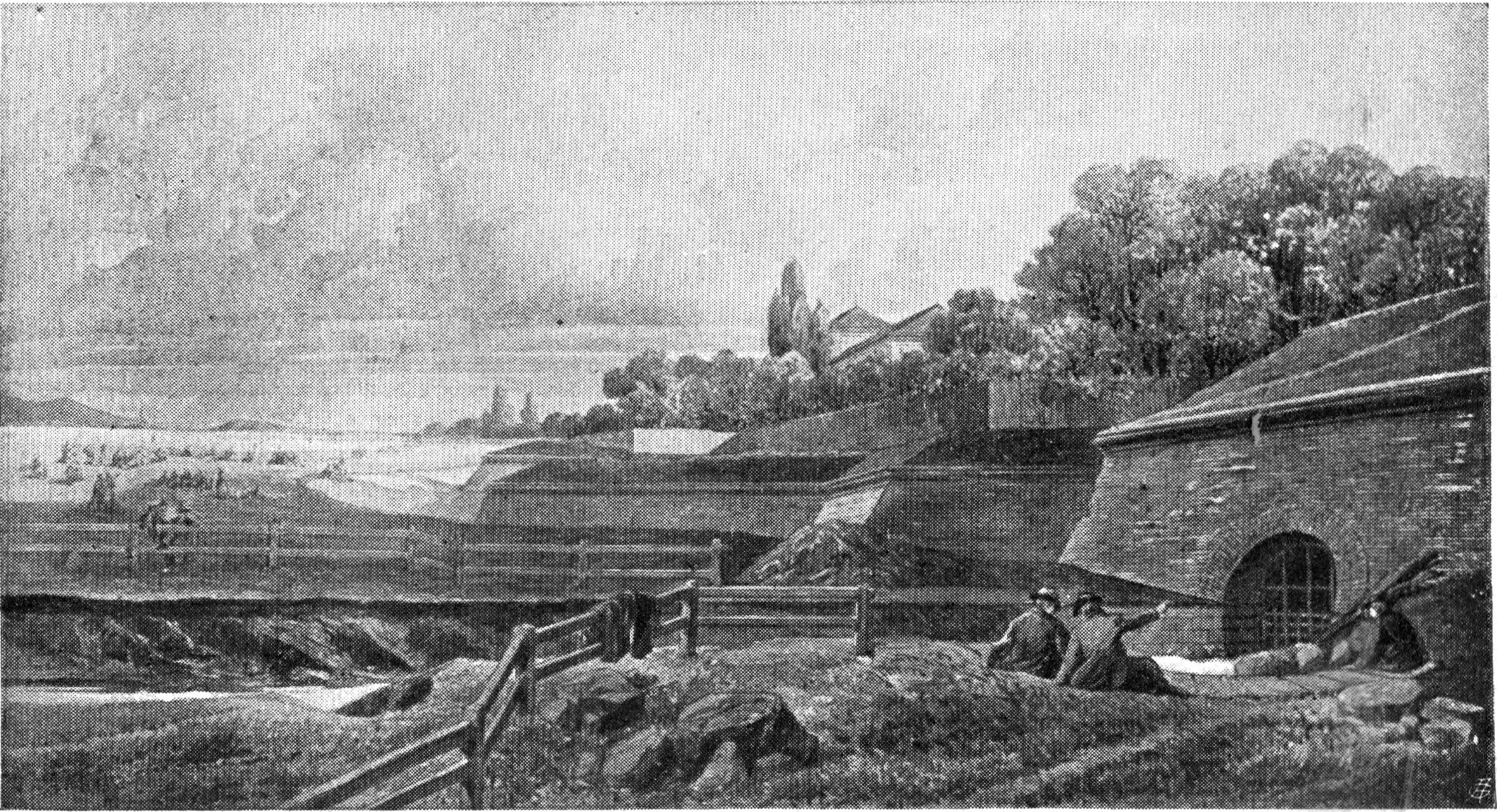
Der Linienwall an der Stelle des heutigen Währinger Gürtels

Eine ernsthafte Bewährungsprobe musste der Linienwall nicht bestehen. Die am 13. März und 11. Juni 1704 vor Sankt Marx erschienenen Kuruzzen zogen weiter, als der Wall von der Wiener Bürgerwehr in kürzester Zeit besetzt war. Nur 1848 diente er den aufständischen Wienern kurzfristig als Schutz vor den kaiserlichen Truppen. Aus militärischer Sicht hatte der Linienwall seinen ursprünglichen Zweck schnell verloren. Die regelmäßige Instandsetzung und den Ausbau mittels Ziegelverkleidung verdankte er seiner Funktion als Steuergrenze. An den „Linien“ wurde bei den Mautstellen, den so genannten Linienämtern, für die Einfuhr von Lebensmitteln in Richtung Wien ab 1829 die so genannte Verzehrungssteuer (Akzise) eingehoben, eine Art zusätzlicher Umsatzsteuer. Damit waren die erst viel später, 1850, eingemeindeten Vorstädte innerhalb des Linienwalls mit der Stadt Wien steuerlich gleichgestellt, d. h. höher besteuert, – die so genannten Vororte außerhalb des Walls blieben umsatzsteuerlich begünstigt. Infolgedessen blühte etwa in Neulerchenfeld (heute 16. Bezirk) das Gastronomiewesen enorm auf („des Heiligen Römischen Reichs größtes Wirtshaus“), da hier Speisen und Getränke deutlich billiger verkauft werden konnten als innerhalb des Linienwalls. Außerdem war beim Überqueren der „Linien“ ein Wegzoll, das sogenannte „Liniengeld“, zu entrichten.

## Schleifung des Linienwalls
1846 wurden Südbahnhof und Ostbahnhof bei der Belvedere-Linie außerhalb des Linienwalls eröffnet, 1858 der Westbahnhof bei der Mariahilfer Linie. 1856 wurde das k.k. Arsenal ebenfalls außerhalb des Walls eröffnet. Der Linienwall war militärisch längst obsolet geworden.
Ab 1862 wurde direkt an der Außenseite des Walls eine Straße geplant und gebaut, die 1873 eröffnete Gürtelstraße. 1874 wurden die 1850 mit eingemeindeten Teile des 4. Bezirks, Wieden, und des 5. Bezirks, Margareten, außerhalb des Walls als neuer 10. Bezirk, Favoriten, konstituiert. Am 18. Dezember 1890 fiel die Entscheidung, auch die Vororte zu den Bezirken XI – XIX einzugemeinden. Nach ihrer Eingemeindung per 1. Jänner 1892 war damit auch die bisherige Steuergrenze obsolet und das letzte Hindernis zur Demolierung der Befestigungsanlage weggefallen. Der Linienwall wurde ab März 1894 abgetragen, der Gürtel stark ausgebaut und 1895 mit dem Bau der 1898 eröffneten Gürtellinie der Stadtbahn begonnen. Ihre Viadukte bzw. Einschnitte wurden genau in die Mitte des nun sehr breiten Gürtels platziert.

## Heutige Relikte
Außer der Hundsturmer Kapelle zeugen heute nur spärliche Mauerreste vom genauen Verlauf des Linienwalls:
- im 3. Bezirk zentrumsseitig entlang der Trasse der Schnellbahn-Stammstrecke zwischen Rennweg und Quartier Belvedere vormals Südbahnhof;⊙
- im Bereich des ehemaligen Viehmarktes in Sankt Marx (3. Bezirk) beim Anton-Kuh-Weg;⊙
- im 4. Bezirk im Innenhof des Hauses Weyringergasse 13 (nicht öffentlich zugänglich).⊙

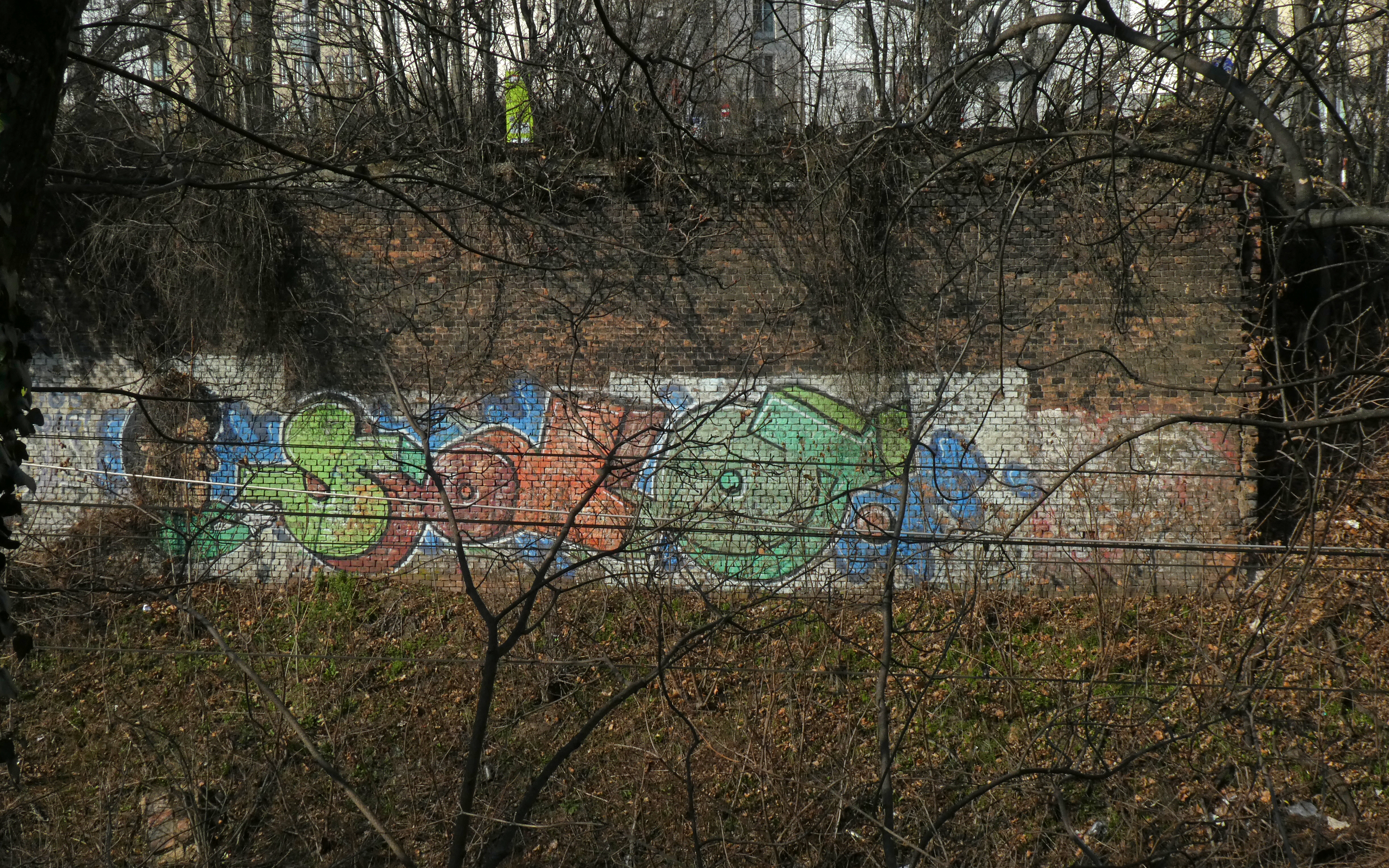
Reste des Linienwalls an der Stammstrecke der S-Bahn Wien nahe Landstraßer Gürtel
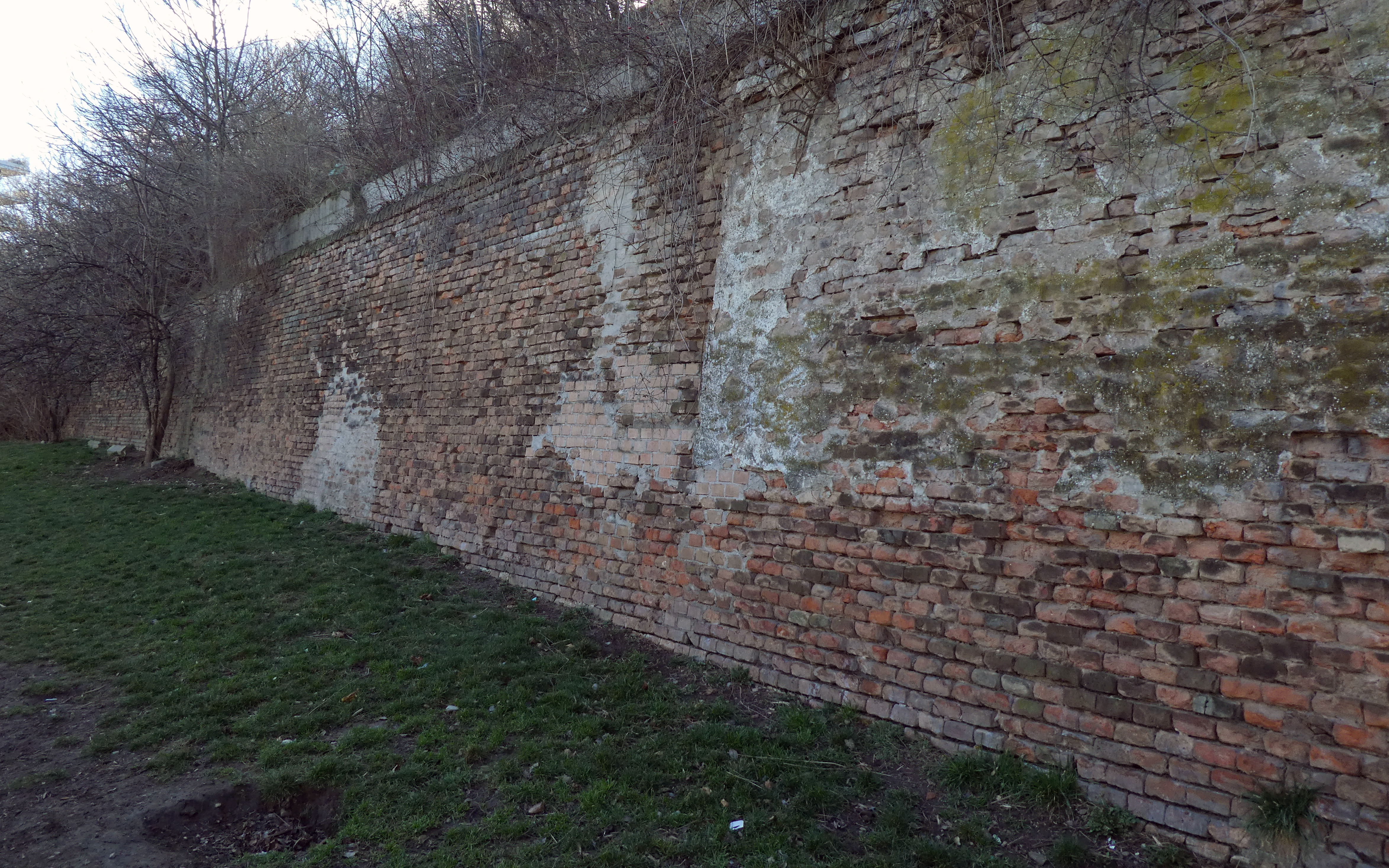
Reste des Linienwalls am Donauprallhang nahe Anton-Kuh-Weg
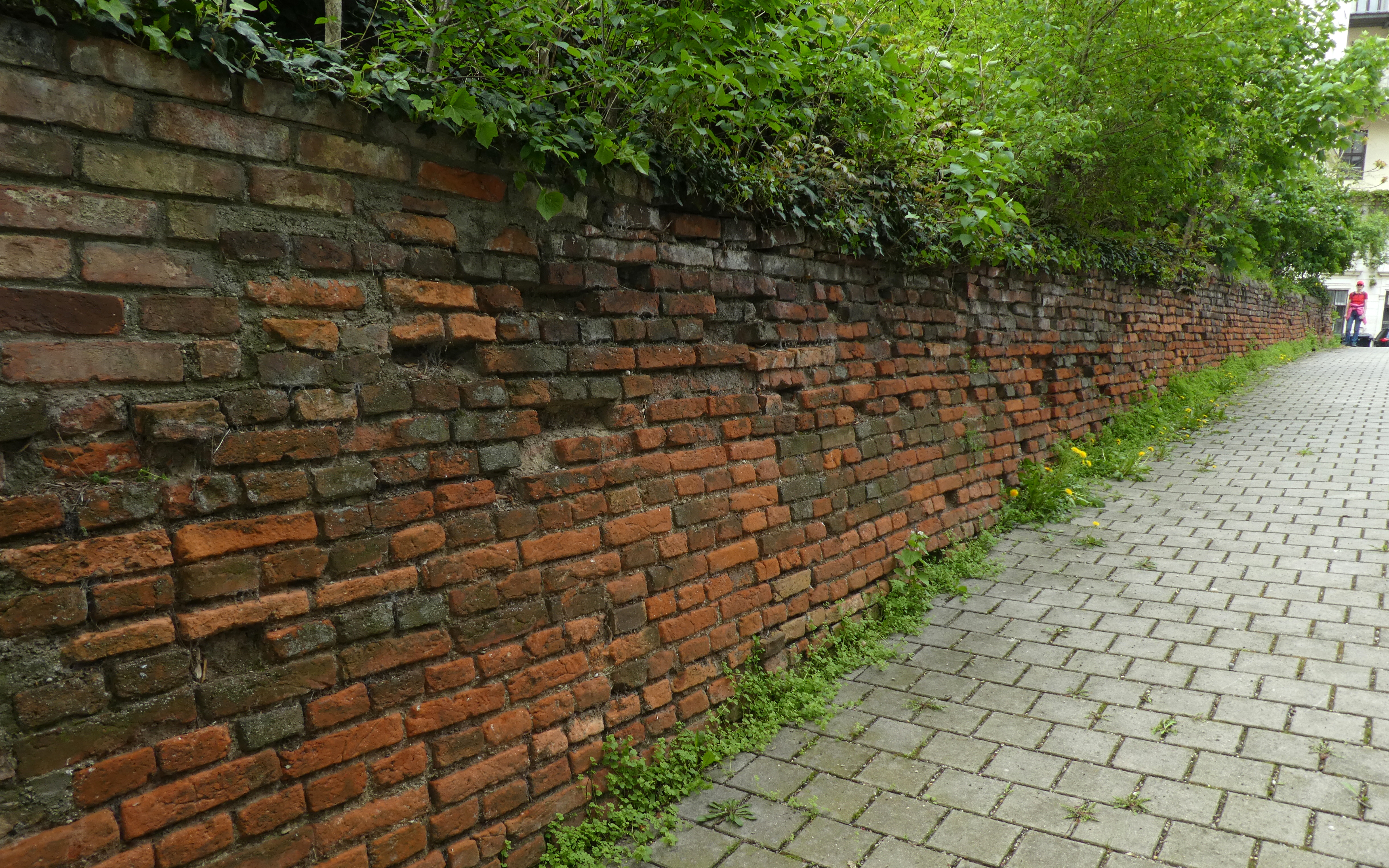
Reste des Linienwalls im Innenhof des Hauses Weyringergasse 13